# Kalužník šruchový

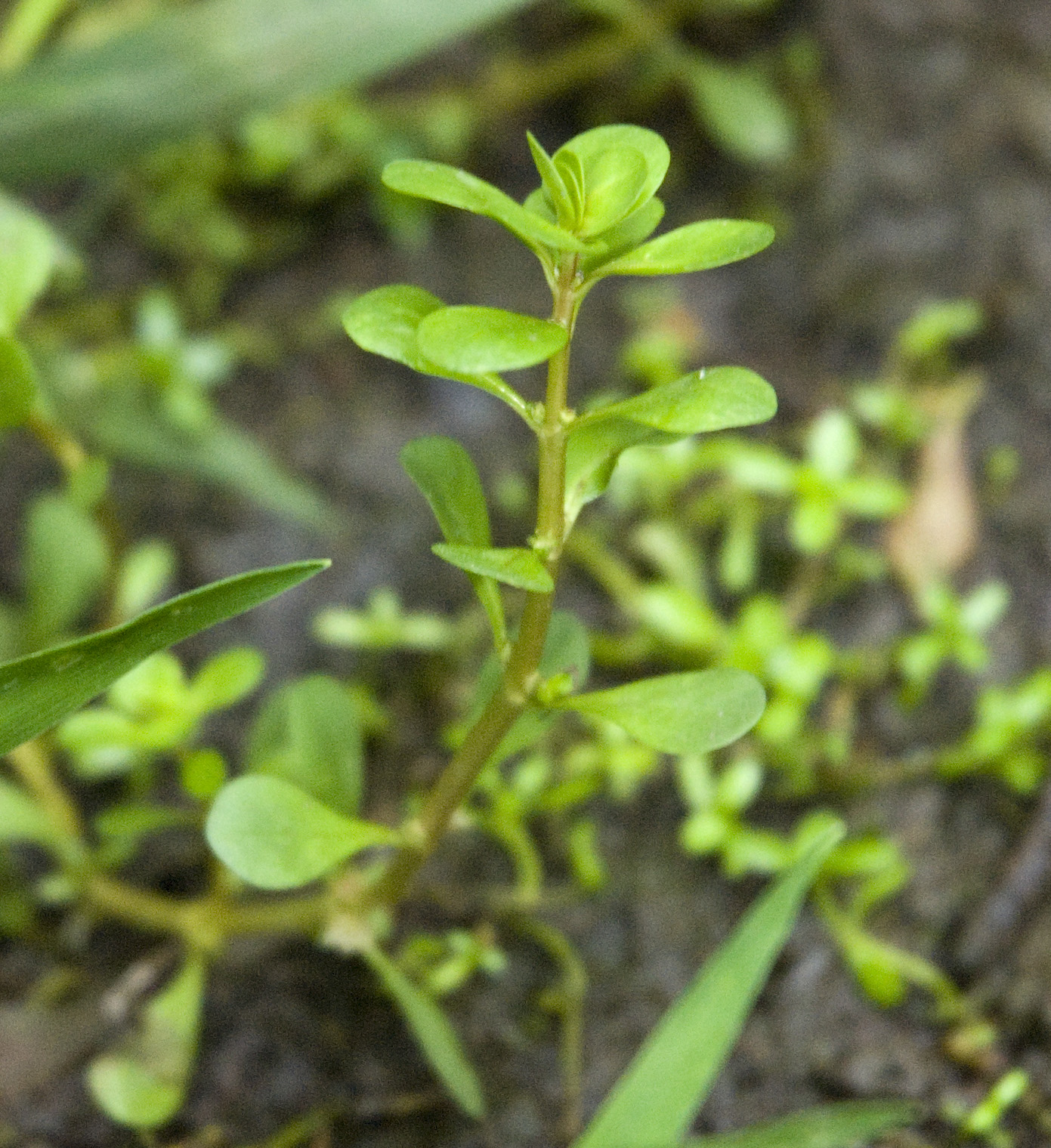
Kalužník šruchový zblízka

Kalužník šruchový (Peplis portula) je nízká poléhavá mokřadní rostlina s drobnými narůžovělými kvítky vyskytující se téměř po celém území České republiky, druh rodu kalužník (Peplis) který bývá někdy považován za součást rodu kyprej. Samostatný rod Peplis není novinkou, zavedl ho již v roce 1753 Carl Linné.
Kalužník šruchový je jediným kalužníkem vyskytující se v ČR. Své druhové jméno dostal podle podobnosti s listy některých druhů šruchy.

## Rozšíření
Převážně evropská rostlina, vyrůstá mimo jihu Španělska a severu Skandinávie v celé Evropě až po Ural. Mimo to je ostrůvkovitě rozšířena v okolí středozemního moře na severu Afriky a na Azorských ostrovech.
V České republice roste roztroušeně téměř po celém území, největšího rozmachu dosahuje v oblastech s rybníky. Častá místa výskytu se nacházejí v nižších a středních polohách, ve vyšších jsou ojedinělá. Ke svému růstu potřebuje vlhké zabahněné půdy s jílem nebo mokrá písčitá místa která nejsou porostlá souvislou vegetací. Preferuje stanoviště spíše kyselá než zásaditá a s dobrým osluněním, přechodně roste i v polostínu.
Jeho výskyt na jednotlivých místech je proměnlivý, hodně závisí na vhodné vlhkosti ipůdy a na zápoji okolní vegetace. Pokud jsou přírodní podmínky pro jeho růst příznivé vytvoří záhy husté zelené koberce. Oblíbenými místy jsou obnažená dna rybníků, vegetace zbavené zamokřené břehy vodních toků nebo nádrží, přeplavované terénní deprese, vlhké okraje polních cest nebo jen dlouho nevysýchající kaluže.
Podle "Florabase.cz" se kalužník šruchový v ČR vyskytuje:

## Popis
Jednoletá lysá bylina s tenkým kořenem z kterého vyrůstá lodyha velmi často se rozvětvující. Na průřezu je lodyha čtyřhranná, dorůstá délky až 30 cm, v uzlinách koření, zpočátku je poléhavá a na koncích vystoupavá, bývá zelená nebo načervenalá. Je porostlá vstřícně vyrůstajícími listy s řapíky se dvěma drobnými šídlovitými palisty. Listy jsou dlouhé 6 až 14 mm a 3 až 8 mm široké, jejich tlusté, celokrajné, intenzívně zelené čepele jsou podlouhle vejčité neb obvejčité a na vrcholu zaoblené.
Drobné oboupohlavné květy vyrůstají po celé délce lodyhy osamoceně z paždí listů. Mají kratičké stopky a jsou podepřeny dvěma úzkými blanitými listenci které záhy opadnou. V květu je široce zvonkovitá češule, zvětšené květní lůžko. Šest narůžovělých vztyčených kališních lístků asi 1 mm dlouhých je trojúhelníkovitého tvaru a mají dlouhé přívěsky. Bílé nebo narůžovělé drobné korunní lístky ve většině případů zcela chybí. V květu je dále 6 tyčinek a kulovitý semeník s krátkou čnělkou. Ploidie 2n = 10.

## Opylování
Vykvétá od července do října. Opylení se uskutečňuje převážně anemogamicky vlastním pylem, samoopylením. Jsou-li květy před rozvitím ponořeny do vody opylují se kleistogamicky aniž by se otevřely. Plodem je kulatá, dvoupouzdrá, načervenalá tobolka s mnoha drobnými semeny.

## Rozmnožování
Tento druh se v průběhu vegetace může snadno a poměrně rychle rozšiřovat po okolí svými kořenujícími lodyhami a v období klidu semeny roznášenými hmyzem nebo vodou. Je typickým představitelem terofytů, rostlin s krátkým životním cyklem ukončeným příchodem chladného nebo suchého období a jejich semena pak čekají na příhodnou dobu k růstu i po několik let.

## Význam
Kalužník šruchový není ekonomicky významnou rostlinou. Je to natolik houževnatý a široce rozšířený druh, že není považován za ohroženou rostlinu.